# Baelen
Baelen là một đô thị ở vùng Wallonie. Đô thị này thuộc tỉnh Liège. Tại thời điểm ngày 1 tháng 1 năm 2006, Baelen có tổng dân số 4.060 người. Tổng diện tích là 85,73 km² với mật độ dân số 47.36 người trên mỗi km².